# Schlacht im Wald von Belleau
Die Schlacht im Wald von Belleau war ein Gefecht, das im Ersten Weltkrieg zwischen deutschen und US-amerikanischen Truppen im Bois de Belleau, dem Wald von Belleau, etwa acht Kilometer nordwestlich der französischen Stadt Château-Thierry, stattfand. Zwischen dem 1. und dem 26. Juni 1918 kam es während des deutschen Vorstoßes auf Paris im Zuge der deutschen Frühjahrsoffensive zu schweren Kampfhandlungen in dem 2,6 Quadratkilometer großen Waldstück, in dem sich versprengte deutsche Truppen verschanzt hatten.

## Verlauf
Bei dem am 27. Mai 1918 gestarteten Blücher-Angriff der deutschen 7. Armee über die Aisne in Richtung Süden hatten die auf Paris gerichteten Korpsgruppen Winckler (XXV. Reserve-Korps) und Conta (IV. Reserve-Korps) nach schweren Kämpfen den Marne-Fluss bei und westlich Château-Thierry erreicht und waren von den Truppen der Entente aufgehalten worden.
Zwischen dem 1. und dem 3. Juni besetzten die nach schweren Angriffskämpfen abgekämpften und durcheinandergeratenen Teile der deutschen 10., 28., 197., 87. und 237. Infanterie-Division den Wald von Belleau und legten gegenüber der französischen 6. Armee provisorische Verteidigungsstellungen an. Die aus der Reserve an diesen Brennpunkt herangeführte 2. US-Infanteriedivision (Generalmajor Omar Bundy) legte gleichzeitig nördlich des Dorfes Lucy-le-Bocage ihre Verteidigungslinie an. Am 4. Juni wurde ein deutscher Angriff auf den Bauernhof von Les Mares zurückgeschlagen. Die Deutschen hatten eine Lücke zwischen dem 2. Bataillon, das direkt bei Les Mares positioniert war, und dem 1. Bataillon des 5. US-Marineinfanterieregiments, welches weiter westlich Richtung Champillon lag, nicht erkannt und konnten daher die Fehlkoordination der unter General James Harbord stehenden US Marinetruppen nicht ausnutzen.

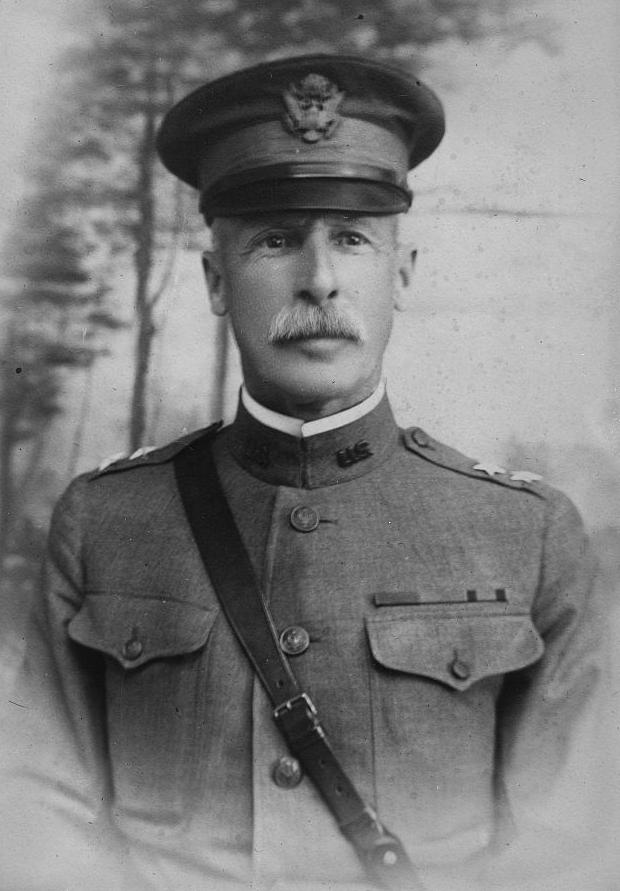
Generalmajor Omar Bundy

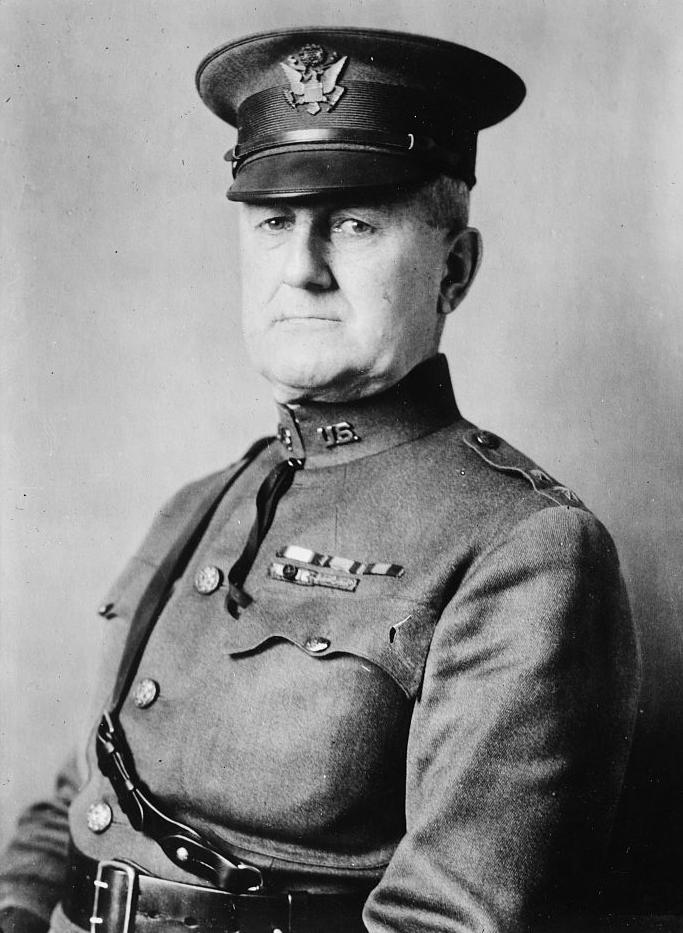
James G. Harbord, Chef der 4. US Marine-Infanteriebrigade

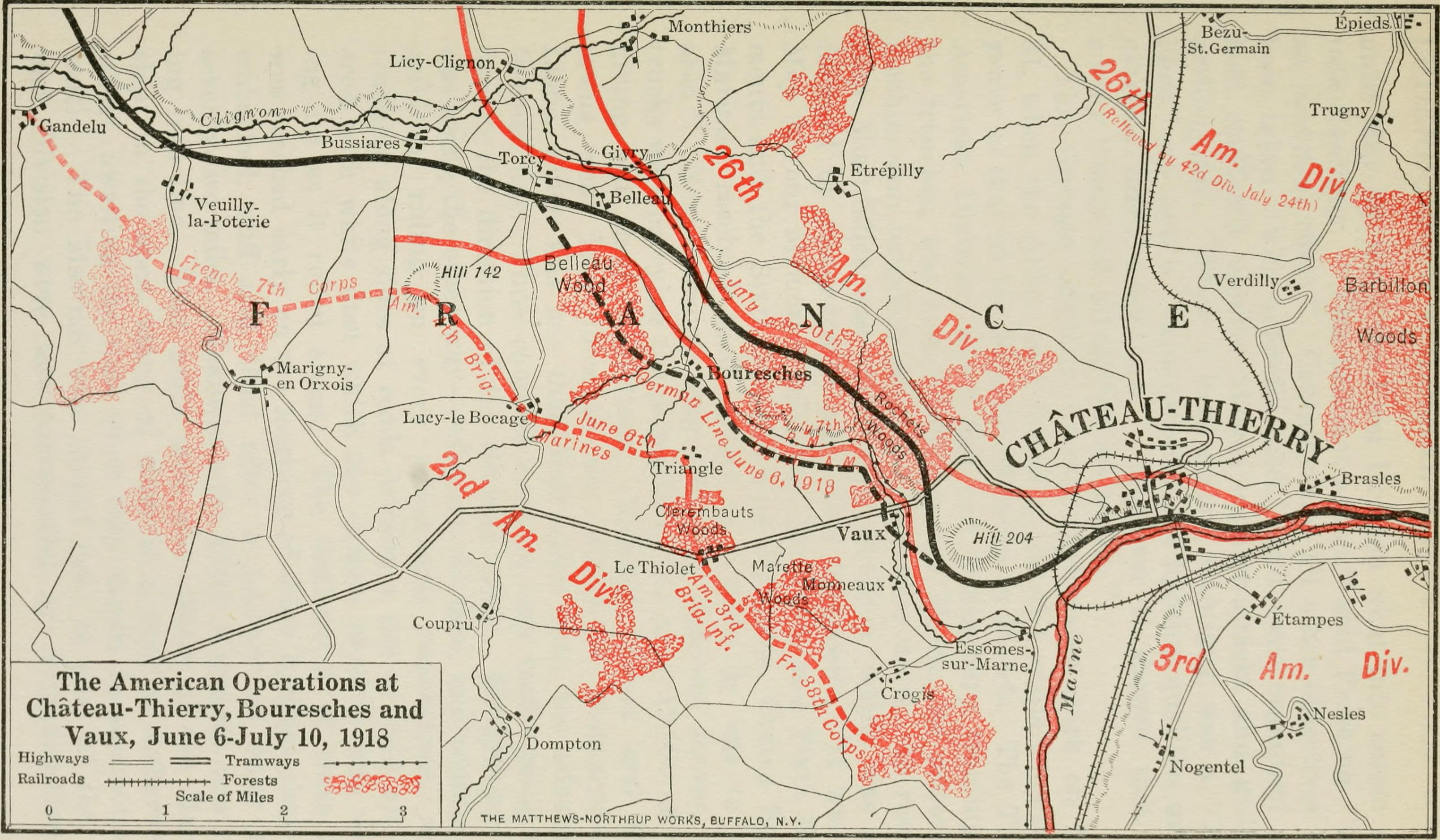
Übersicht zu den amerikanischen Operationen im Raum Château-Thierry und Belleau

Aufgrund der Annahme, dass die deutschen Truppen nur einen kleinen Teil des Waldes besetzt hatten, befahl das französische XXI. Korps (unter General Jean-Marie Degoutte, ab dem 10. Juni unter Stanislas Naulin) der unterstellten 2. US-Infanteriedivision am 5. Juni den Angriff auf den Wald, der hauptsächlich durch die dort stationierte 4. US-Marineinfanteriebrigade durchgeführt werden sollte. Zunächst gelang es den Marines, einen taktisch wichtigen Hügel oberhalb des Waldes zu nehmen, bevor der Frontalangriff erfolgen sollte. Ohne die notwendige Aufklärung vorweg betrieben zu haben, stürmten die US-Truppen Richtung Wald mit dem Ziel, den Bois de Belleau und das östliche gelegene Dorf Bouresches zu erobern. Der Angriff scheiterte an den gut aufgestellten deutschen Verteidigungslinien und dem offenen Gelände, das überquert werden musste. An diesem Tag verloren 1.097 Marines ihr Leben.

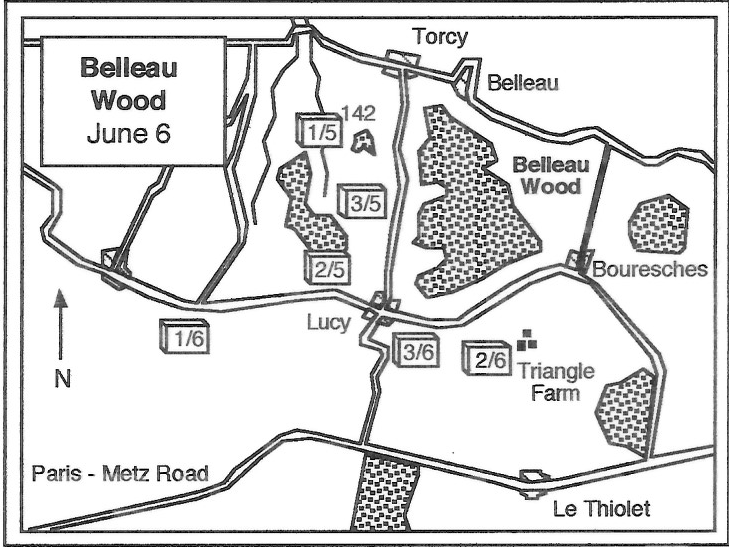
Schlachtverlauf am 6. Juni

Bis auf kleine Scharmützel verliefen die kommenden Tage ohne Veränderungen. Am 10. und 11. Juni gelang es den US-Truppen, durch einen massiven Angriff mit Artillerieunterstützung zwei Drittel des Waldstückes zu erobern und die Deutschen zum Ausweichen zu zwingen. Bis zum 13. Juni gelang es den Deutschen, das nördliche Drittel des Waldgebietes zu halten, als sie an diesem Tag zu einem Gegenangriff mit Unterstützung der in Bouresches positionierten Artillerie übergingen. Der Wald konnte von den Deutschen trotz mehrerer Angriffsversuche nicht zurückerobert werden, stattdessen gelangten die US-Truppen nach Bouresches. Zwischen dem 16. und dem 21. Juni versuchte das als Ersatz für die Marines eingesetzte 7. US-Infanterieregiment der 3. US-Infanteriedivision durch mehrere Offensivoperationen erfolglos, die militärische Entscheidung im Bois de Belleau zu erzwingen. Daraufhin wurde das Infanterieregiment abgelöst und durch das 5. US-Infanterieregiment der 4. US-Marineinfanteriebrigade ersetzt, das unter starken Verlusten versuchte, den Wald bis zum 24. Juni zu besetzen. Nach einem massiven 14-stündigen Artilleriebombardement durch das französische III. Korps (General Lebrun) auf den Wald gelang es den US-Truppen, das Waldgebiet am 25. Juni zu erobern.

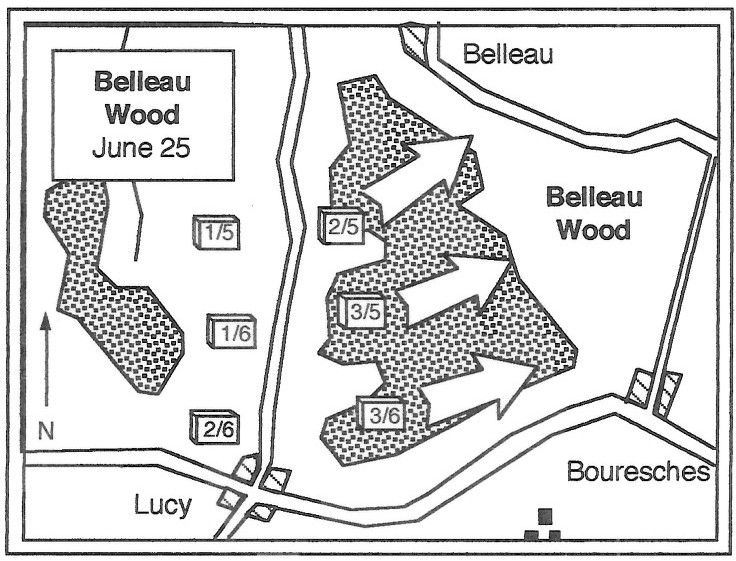
Schlachtverlauf am 25. Juni

Ein erneuter deutscher Gegenangriff der sich versteckt haltenden Resttruppen im Wald wurde am Folgetag abgewehrt. Der Bois de Belleau war von den Streitkräften der American Expeditionary Forces erobert worden.

## Resultat und Bedeutung der Schlacht
Die an der Schlacht beteiligten Truppen der Alliierten erlitten einen Verlust von 9.777 Soldaten, von denen 1.811 gefallen waren. Dies war für die US-Amerikaner der höchste Verlust an Soldaten in einer Schlacht während ihrer Beteiligung am Ersten Weltkrieg.
Über die Zahl der deutschen Verluste ist bisher nichts bekannt, da sich im Wald eine nicht überschaubare Zahl an Soldaten verschiedener Verbände befand. Die US-Truppen nahmen etwa 1.600 Deutsche gefangen.
Im Vergleich zur US-amerikanischen Militärgeschichte, die die Schlacht im Wald von Belleau oftmals als wesentlichen Teil der alliierten Verteidigungsoperationen angesichts des letzten deutschen Vormarsches auf Paris im Frühjahr und Sommer 1918 bewertet, sieht die europäische und insbesondere die deutsche Militärgeschichtsschreibung keinen bedeutenden Einfluss der Schlacht am Kampfgeschehen an der Westfront insgesamt.

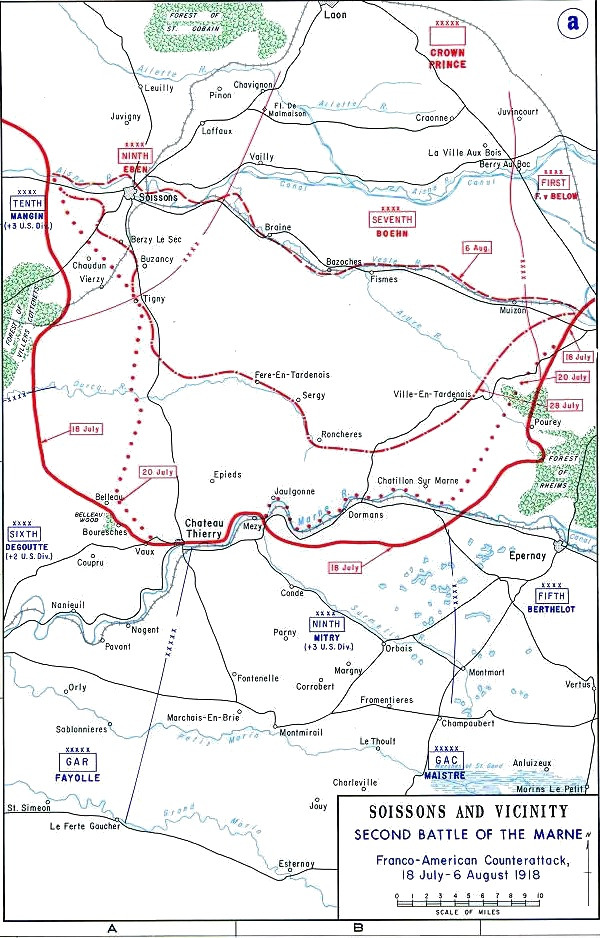
Verlauf des Britisch-Amerikanischen Gegenangriffs im Juli/August 1918

Der Bois de Belleau wurde für das US Marine Corps (USMC) zur Geburtsstunde seines Mythos als kampfstärkster Verband der US-Streitkräfte. Dieser, an der Dauer und Intensität der Schlacht gemessen, unbegründete Mythos ist auch darauf zurückzuführen, dass die Verdienste der anderen US-amerikanischen Truppen und vor allem das Mitwirken französischer und britischer Verbände vom USMC bereits während der laufenden Gefechte unterschlagen wurden. Die Beteiligung anderer Truppenteile an der Schlacht wird in der Tradition des USMC auch heute noch ausgeklammert. Zudem wird die Belleau-Schlacht vom Marine Corps als erstmaliger Beweis für die Effektivität dieses Verbandes in der modernen Militärgeschichte gesehen, nachdem die US-amerikanische Marineinfanterie im 19. Jahrhundert besonders in Europa wenig Beachtung erhielt.

## Gedenken
- 1922 wurde ein deutscher Soldatenfriedhof mit über 8.000 Gefallenen der Deutschen Frühjahrsoffensive 1918 in der Nähe des Waldes, bei Beaulieu-Ecuvilly, eingeweiht.
- 1923 wurde am Eingang des Waldes ein US-amerikanisches Kriegerdenkmal errichtet. Der Wald wurde von der französischen Regierung gleichzeitig in „Bois de la Brigade de Marine“ (Wald der Marinebrigade) umbenannt.
- Zwei US-Kriegsschiffe wurden nach dem Wald benannt (USS Belleau Wood).

## Trivia

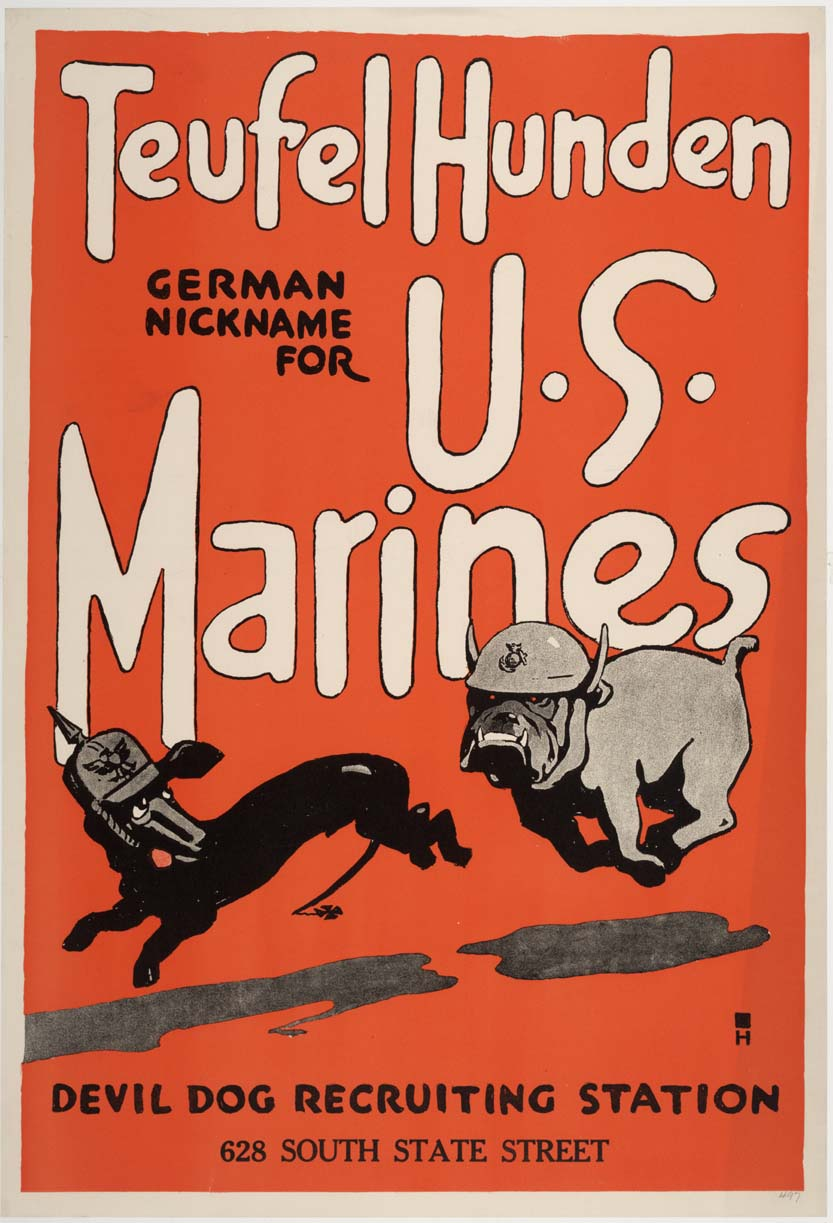
US-Marine-Corps-Rekrutierungsplakat (1918)

Die Schlacht wird als Ursprung des Spitznamens der Marines – Teufelshunde (Devil Dogs) – genannt, den die deutschen Soldaten angeblich in einem Kampfbericht über die aggressive Kampfweise der US-Truppen geprägt haben. Da die Bezeichnung in keiner deutschen Quelle nachweisbar und auch widersprüchlich überliefert ist, muss jedoch die Frage offenbleiben, wer sie tatsächlich ersann.
Der Ursprung des Mythos von den unerschrockenen Marines liegt möglicherweise bei den Amerikanern selbst. Der Kriegsreporter Floyd Gibbons, der zwischen dem 5. und 6. Juni im Bois de Belleau eintraf, begleitete das 5. Regiment des Marine Corps unter Kommandeur Major Benjamin S. Berry bei dessen Angriff an diesem Tag. Er geriet dabei auf offenem Feld unter Beschuss und wurde verwundet. Gibbons schrieb anschließend einen ausführlichen Bericht über seine Erlebnisse auf dem Schlachtfeld und trug durch seine heroischen Darstellungen wohl maßgeblich zur „Legende der Marines in Belleau Wood“ bei, welche die öffentliche Wahrnehmung nachhaltig prägte.